# Lac Hume
Le lac Hume est un lac artificiel australien provoqué par un barrage sur le fleuve Murray juste après sa confluence avec la rivière Mitta Mitta à l'est des villes d'Albury et Wodonga. Il est situé à la frontière des deux États de Nouvelle-Galles du Sud et du Victoria.

## Géographie
Les villages de Tallangatta, Bonegilla et Bellbridge sont situés sur les rives du lac.

Le barrage est formé de rochers recouverts d'argile et de terre avec un déversoir en béton. Surmonté d'une route à son sommet, le barrage est haut de 51 mètres et large de 1 616 mètres. Plein, le lac peut contenir 3 kilomètres cubes d'eau et il remonte sur 40 km en amont du barrage.
Une centrale de 58 mégawatts est installée dans le barrage et sert à fournir du courant aux périodes de pointe.
Le lac tombe à moins d'un tiers de sa capacité fin mars et en année normale revient au moins aux deux-tiers avant novembre quoique les aléas climatiques australiens ne permettent jamais de faire la moindre prédiction.
Le lac est régulièrement repeuplé en poissons, surtout d'espèces importées : perches et truites et est un endroit apprécié des vacanciers pour la pêche et le ski nautique.

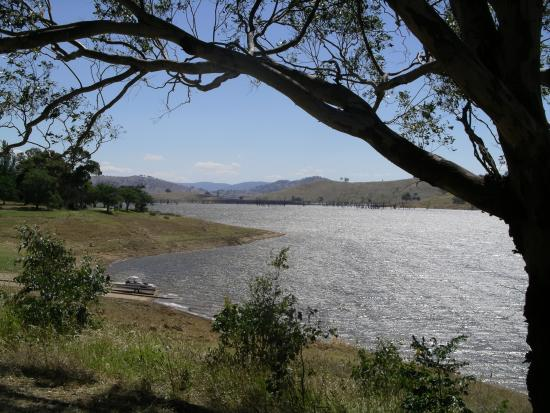
Les rives du lac Hume